# 絹谷家
絹谷家（きぬたにけ）は、奈良県奈良市元林院町にある歴史的建造物。

## 沿革
絹谷幸二の本家にあたる家であったが、氏の曽祖父（同名の絹谷幸二）により芸妓置き屋『萬玉楼』として開業された。現在は町家の趣を味わえるダイニングバーとして賑わっている。

## 建築
三棟の主屋で構成され、各々に時代が異なる。

### 北主屋
建築時期大正頃。数寄屋風建築。

### 中央主屋
ならまちの中でももっとも古い町家のひとつ。家伝では文化年間の建築であったが、1990年（平成2年）の改修の際、奈良市教育委員会の調査で棟札が発見され、正確な建築時期（寛保2年（1742年）5月16日）が判明した。
棟札には大工棟梁等の人名も記されていた。

### 南主屋
明治初期の町家。